# Godofredo Viana
Godofredo Viana är en kommun i Brasilien.   Den ligger i delstaten Maranhão, i den nordöstra delen av landet, 1 600 km norr om huvudstaden Brasília. Antalet invånare är 10 635.
I omgivningarna runt Godofredo Viana växer i huvudsak städsegrön lövskog. Runt Godofredo Viana är det glesbefolkat, med 8 invånare per kvadratkilometer.